# 주헝가리 대한민국 대사관
주헝가리 대한민국 대사관(헝가리어: Koreai Köztársaság magyarországi nagykövetsége)은 1989년 헝가리 부다페스트에 개설된 대한민국 외교부 소속의 대사관이다.

## 역사
대한민국은 1988년 10월 25일 부다페스트에, 헝가리는 12월 7일 서울에 각각 상주 대표부를 설치했다. 이듬해 2월 1일 양국은 대사급 외교 관계를 수립하고 같은 날 상주 대표부를 대사관으로 승격시켰다. 양국은 이미 1892년 조선과 오스트리아-헝가리 간 우호통상항해조약을 체결해 100여 년 전 공식 관계를 시작했으나 20세기 들어 동서 냉전 등의 이유로 관계가 단절됐었다.
헝가리가 대한민국과 외교 관계를 수립함에 따라 조선민주주의인민공화국과의 외교 관계는 대사 대리급으로 격하됐으며 다시 1998년 3월 대사급 관계로 복원됐다. 그러나 헝가리가 1999년 10월 재정상의 이유로 조선민주주의인민공화국에 설치한 상주 대사관을 폐쇄키로 하고 조선민주주의인민공화국 역시 헝가리 상주 대사관을 폐쇄키로 하면서 이후 상호 상주 대사관이 없는 상태다.
헝가리는 동유럽 국가 가운데 대한민국과 처음으로 외교관 계를 수립한 나라로 시장 경제 등을 바탕으로 정치, 외교, 경제, 문화, 과학기술 등 여러 분야에서 관계를 발전시키고 있다. 한반도 평화와 안정의 중요성을 인정하고 유엔 등 국제 무대에서 우리 입장을 지지하고 있다.

## 같이 보기
- 주한 헝가리 대사관
- 대한민국의 재외공관 목록
- 헝가리 주재 외국공관 목록
- 대한민국-헝가리 관계